# Thérèse Desqueyroux (romanzo)
Thérèse Desqueyroux è un romanzo di François Mauriac del 1927.

## Storia editoriale
In Italia il libro è apparso nel 1935, nella traduzione di Enrico Piceni, con il titolo I due romanzi di Teresa Desqueyroux. Il volume conteneva anche le traduzioni di Thérèse chez le docteur (1933), Thérèse à l'hôtel (1933), editi nella raccolta Plongées, Parigi, Grasset, 1938, e La Fin de la nuit, Parigi, Grasset, 1935. In questi titoli successivi, Mauriac ha ripreso il personaggio di Thérèse. Nel 1982 è stato pubblicato, sempre nella traduzione di Enrico Piceni, Thérèse Desqueyroux, che ristabiliva la grafia francese per il titolo. Una traduzione più recente è quella a cura di Laura Frausin Guarino.

## Trama
L'autore colloca la vicenda ad Argelouse, nel 1927.
Thérèse Desqueyroux, nata Larroque, è dovuta comparire davanti al giudice di Le Nizan, accusata di avere avvelenato il marito. Poiché l'uomo è salvo e ha testimoniato in favore della moglie, il procedimento si conclude con il verdetto di non luogo a procedere. Accompagnata dall'avvocato e dal padre, la giovane donna si mette in viaggio per tornare a casa; lei accenna al desiderio di rimanere col padre, presso cui aveva soggiornato durante le sedute del tribunale, ma questi, già sindaco e con l'ambizione di diventare senatore, dice di non volerla con sé. Così, raggiunto il paese del padre viene condotta al treno e trascorre in solitudine gli ultimi dieci chilometri.
Durante il tragitto in treno, Thérèse ripercorre la sua vita e le sue azioni, nella speranza di potersi spiegare con il marito. Educata in modo laico dal padre e da una zia nubile, ha frequentato il liceo pubblico, con grande profitto; poi le volontà familiari l'hanno spinta verso il matrimonio con Bernard Desqueyroux, il giovane proprietario di pinete più ricco del paese, nonché fratellastro della sua unica amica, Anne de la Trave. Solo al momento delle nozze Thérèse si rende conto di avere tanti altri desideri inespressi diversi da quello di diventar moglie e madre; né la maternità la fa sentire meglio. Tuttavia riesce per qualche tempo a sopportare la vita convenzionale e bigotta del marito e della suocera.
Ma, per quanto tediata dalla vita, Thérèse non ha pensato al crimine, se non per caso. Bernard, per un'anemia, è stato curato con arsenico e un giorno ha erroneamente assunto una dose tripla del farmaco, distratto da notizie che gli riferivano. Caduto in una grave infermità e vegliato da Thérèse, alterna varie fasi, finché finisce all'ospedale e il responso è inequivocabile: avvelenamento. Si scoprono due ricette alterate, con la richiesta di svariati veleni, tuttavia, sebbene la responsabilità di questa spinta verso la morte sia di Thérèse, lei stessa non sa capire per quale reale motivo abbia agito così. La cosa è avvenuta in maniera quasi automatica, senza un movente esplicitato.
In famiglia, nessuno ha chiesto a Thérèse cosa volesse, perché tutti hanno pensato che, ricca di suo, si volesse impadronire della sostanza del marito. Perciò, giunta a casa, la donna non si meraviglia di essere accolta senza domande. Tutti hanno preparato il suo rientro in modo da salvare le apparenze, ritenendo che un'aspirante assassina avrebbe gettato più disonore sui loro nomi. Thérèse si sente notificare che dovrà rimanere in campagna, andare a Messa col marito la domenica, simulare una nevrastenia. La piccola Marie, la bimba, andrà in viaggio di salute con la madre e la sorella di Bernard. Inoltre, Bernard pretende che Thérèse si stacchi dalla zia che l'ha allevata. Ma quest'ultima crudeltà non avrà effetto perché zia Clara si fa trovare morta l'indomani nel suo letto e Thérèse sente che gli altri la vorrebbero giudicare anche per questa morte.
Ben presto la giovane capisce quanto sia rigorosa la solitudine cui è costretta. I pochi abitanti del paese la evitano, i domestici cui è affidata non sono riguardosi e approfittano di un'assenza del padrone per fare a lei tanti piccoli torti. Abituata a fumare, accende una sigaretta sotto l'altra, fino a che un giorno, avendo preso freddo, si ammala e non lascia il letto, con grandi mugugni della domestica. Sempre più abbrutita, Thérèse non ha nemmeno la forza di fare un gesto risolutore, anche se appena tornata ci aveva pensato e aveva recuperato i veleni nascosti.
A dicembre una lettera annuncia il ritorno del marito, con la sorella fidanzata a un giovane molto benestante, la famiglia del quale però è perplessa se tale unione sia vantaggiosa, non tanto perché Anne è dotata di mezzi economici modesti, quanto perché il dramma di Thérèse è inquietante. Così il fidanzato vuole vedere con i suoi occhi la sventurata donna e farsi un'idea. Costretta a riprendersi, Thérèse strappa al marito la promessa che, dopo le nozze di Anne, potrà lasciare il paese e trasferirsi a Parigi. Ormai la famiglia ha compreso che, a trattenerla, nessuno riesce a dimenticarla e anzi si alimenta la leggenda della sua perversione.
Dopo aver presenziato al matrimonio di Anne, in marzo, i coniugi Desqueyroux vanno a Parigi. Nel tempo trascorso, con la prospettiva di lasciarsi, si sono curiosamente affiatati e Bernard stenta a ripartire, perciò fa a Thérèse la domanda mai espressa prima: perché ha fatto quel gesto? Lei tenta la spiegazione già desiderata sul treno che la riportava a casa dopo il processo, ma l'uomo non comprende, non ancora. Finalmente si accommiata da Thérèse e lei si sente liberata: come fino allora ha ascoltato il fremito di milioni di pini, ora ascolta felice le innumerevoli voci parigine.

## Personaggi
- Larroque, padre di Thérèse, vedovo, in politica come liberale anticlericale. Già sindaco del paese, aspira alla carica di senatore. Si adopera per mettere a tacere il delitto di sua figlia, ritenendo che ne verrà danno alla sua carriera.
- Zia Clara, sorella nubile di Larroque, sorda, anticlericale. Ha allevato la nipote sin dalla nascita. Si prodiga molto per le malattie dei contadini, che le vogliono bene per la sua bontà e le perdonano le strane idee politiche e religiose.
- Thérèse, poco più che ventenne, colta, razionale, abile amministratrice dei suoi beni, non è integrata in un ambiente che la vorrebbe secondo i canoni di una società in cui la donna è smancerosa, materna, religiosa. Sposa Bernard Desqueyroux perché sono i due più ricchi proprietari del distretto (migliaia di ettari coltivati a pini). È madre della piccola Marie, ma non smette di fumare anche in stato di avanzata gravidanza. È definita non bella, ma in possesso di un certo fascino.
- Bernard Desqueyroux, ha ventisei anni quando sposa Thérèse. Ricchissimo, è laborioso nell'amministrare le varie proprietà, mentre nel tempo libero coltiva la passione per la caccia al palombo. Crede di amare la moglie, ma non la capisce; crede di poterla soggiogare, ma alla fine si rende conto di non esserne capace.
- Signora de la Trave, madre vedova di Bernard, si è sposata in seconde nozze, dalle quali è nata Anne. Tratta il primogenito come un semidio o un santo e si piega all'idea di nascondere il male fatto dalla nuora, nell'illusione che la famiglia ne uscirà con una reputazione meno danneggiata. Soprattutto si preoccupa di accasare convenientemente la figlia minore che, a differenza del fratellastro, non è dotata di ingenti sostanze.
- Anne de la Trave, appena più giovane di Thérèse, allevata dalle suore, è molto affezionata all'amica, ma ne ha anche un po' di soggezione. Dapprima smania per un vicino di casa che non potrà mai sposarla, poi si attacca alla piccola Marie ed accetta serenamente l'amore del giovane Deguilhem, con cui si sposerà.
- Deguilhem, un ottimo partito per Anne de la Trave; non si fida della famiglia con cui sta per imparentarsi, a causa di Thérèse, sulla cui sorte girano troppe dicerie. Perciò i vari parenti si adoperano per far vedere che tra i coniugi Desqueyroux tutto è normale.
- Balion e Balionte, due domestici di Bernard che prendono in consegna Thérèse. I due svolgono assai malvolentieri questa incombenza, arrivando a trascurare lo stato della loro assistita e credendo di fare la volontà del padrone. Quando Bernard si adira con loro, la madre lo prega di trattenersi, per non perdere i servigi dei due.

## Opere derivate

### Teatro
Il romanzo ha ispirato la commedia in tre atti Teresa Dusqueyroux (da François Mauriac) di Diego Fabbri (1961).
- in italiano il lavoro è stato rappresentato da Giorgio Albertazzi, regia, con Anna Proclemer nella parte di Teresa.[1]
- in francese è stata redatta la traduzione Thérèse Desqueyroux, comédie en trois actes d’après le roman de François Mauriac di Pier Luigi Pinelli (2017); una versione precedente del lavoro teatrale di Fabbri (in traduzione di André Séailles) era stata rappresentata, senza fortuna, a Bordeaux, nel centenario della nascita di Mauriac.[2]

### Cinema e televisione
Il romanzo è stato portato sullo schermo più volte:
- 1962: Il delitto di Thérèse Desqueyroux diretto da Georges Franju,[3]
- 2012: Thérèse Desqueyroux di Claude Miller.[4]
- 1966: La fin de la nuit, film per la televisione, regia di Albert Riéra, con Emmanuelle Riva nel ruolo di Thérèse.[5] È un seguito di Thérèse Desqueyroux.
- 2015: La Fin de la nuit, telefilm realizzato da Lucas Belvaux.[6] Interprete di Thérèse è Nicole Garcia.

## Edizioni in italiano
- François Mauriac, I due romanzi di Teresa Desqueyroux, traduzione di Enrico Piceni, A. Mondadori, Milano 1935; Contiene: Teresa Desqueyroux, Teresa dal medico, Teresa all'albergo, La fine della notte;
- François Mauriac, Thérèse Desqueyroux, traduzione di Enrico Piceni, introduzione di Paola Decina Lombardi, A. Mondadori, Milano 1982
- François Mauriac, Thérèse Desqueyroux, traduzione di Laura Frausin Guarino, Adelphi, 2009, ISBN 978-88-459-2387-6.